# Eolagurus
Eolagurus is een geslacht van zoogdieren uit de onderfamilie van de woelmuizen (Arvicolinae). De wetenschappelijke naam van het geslacht werd in 1946 gepubliceerd door Anatoli Ivanovitsj Argiropoelo.

## Soorten
Er worden twee soorten in dit geslacht geplaatst:
- Eolagurus luteus (Eversmann, 1840)
- Eolagurus przewalskii (Büchner, 1890)